# Potomanie
La potomanie (du latin potare, « boire » et mania, « habitude fortement marquée »), polydipsie primaire ou polydipsie psychologique, se caractérise par un besoin irrépressible de boire constamment. C'est une forme particulière de polydipsie. Le potomane boit tout liquide à sa portée, principalement de l'eau. Il doit être différencié d'un diabète insipide grâce à une épreuve de restriction hydrique.

## Physiopathologie
Le patient boit de grandes quantités d'eau qui diluent le secteur extra-cellulaire et diminuent la pression osmotique. Le métabolisme  répond en diminuant le niveau d'hormone anti-diurétique (vasopressine), ce qui entraîne une production accrue d'urines (polyurie). Cette urine est diluée, elle a une concentration en électrolytes faible.
Les patients peuvent se plaindre cependant d'une bouche sèche, qui peut être un effet indésirable d'un médicament (souvent une phénothiazine) utilisé dans certains troubles mentaux. La polydipsie est alors secondaire, iatrogène.
Quelques rares formes de potomanie sont non psychogènes (hyperglobulinémie sévère dans le cadre d'une hépatite auto-immune).

## Présentation clinique
Les patients sont en demande de liquides de n'importe quelle origine.
Dans des cas extrêmes, les reins du patient ne peuvent surmonter la surcharge d'apports hydriques, entraînant une rétention hydrique avec une prise de poids ou des œdèmes.
Les conséquences peuvent être dramatiques : lorsque la consommation journalière dépasse une dizaine de litres d'eau, le corps humain ne peut pas tout absorber. De nombreux décès[Combien ?] sont liés à une intoxication par l'eau, notamment lors d'absorption de grandes quantités d'eau en un court intervalle de temps[réf. souhaitée]. Un risque d'épilepsie par hyponatrémie et d'arrêt cardiaque peut intervenir[précision nécessaire].

## Démarche diagnostique
Le test de choix pour distinguer une polydipsie primaire d'un diabète insipide est la restriction hydrique (diminution et mesure des apports à 1 200 ml/j). Dans la polydipsie primaire, l'osmolalité urinaire va augmenter et se stabiliser au-dessus de 280 Osm/kg. Une stabilisation à une osmolalité inférieure à 280 Osm/kg signale un diabète insipide.

## Traitement
- Un traitement du trouble psychiatrique sous-jacent est nécessaire.
- Si le patient est à l’hôpital ou dans une institution, un contrôle de ses prises hydriques par le personnel est nécessaire pour contrôler et limiter la prise d'eau.
- Chez les patients résistants au traitement, on peut envisager une prise en charge proche de celle de l'anorexie mentale avec pesées régulières et surveillance régulière de la natrémie. Un contrat thérapeutique avec des objectifs clairs et chiffrés de poids peut être proposé. On aura des interventions adaptées progressives en fonction de l'augmentation du poids. La corrélation doit être individualisée avec une attention portée sur le poids normal du patient (poids à sec), ses fluctuations physiologiques, son régime, ses comorbidités (comme les crises épileptiques) et le fonctionnement du système rénal. Les étapes progressives peuvent inclure des simples conseils ou une diminution de liberté (maintien dans la chambre).

## Profil des patients
La polydipsie d'origine psychogénique est un type de polydipsie décrite chez des patients avec une pathologie mentale ou un retard mental. Elle est présente chez une partie des patients atteints de schizophrénie. Ces patients ont souvent une longue histoire pathologique et montrent des ventricules cérébraux dilatés et un cortex cérébral réduit qui rendent difficile de séparer une cause psychiatrique d'une autre cause [réf. souhaitée].
On peut trouver une potomanie chez des patients sans troubles mentaux sérieux. Cependant, on ne retrouve pas de recherche exhaustive sur le sujet mis à part quelques observations anecdotiques.
La polydipsie est à distinguer de la dipsomanie, qui est également une habitude de boire excessivement mais dans ce cas il ne s'agit que de produits « toxiques », généralement de l'alcool.
Certains individus peuvent toutefois avoir un comportement de potomanie lié à une cause d'origine organique comme certaines pathologies du rein, ou le diabète insipide, mais il s'agit alors de polydipsie secondaire et non de potomanie. La potomanie est un trouble d'origine psychiatrique.

## Art et culture
- Emily Loizeau a sorti en mai 2016 Mona[5], chanson sur une dame âgée atteinte de potomanie.
- Amélie Nothomb dit avoir souffert, enfant, de "crises de potomanie" dans Biographie de la faim.